# Husarz zielony
Husarz zielony (Anax junius) – gatunek owada z rodziny żagnicowatych, występujący w Ameryce Północnej od Alaski po Panamę i Hawaje, na Tahiti oraz w Azji od Kamczatki po Chiny i Japonię. Żyje przy stojącej lub wolno-płynącej wodzie.

## Wygląd
Husarz zielony dorasta do 7–8 cm, rozpiętość skrzydeł 9–10,5 cm, co czyni go jedną z największych ważek. Ciało zielone, z czerwonawym odwłokiem, samice nieco jaśniejsze. Dolna część ciała niebieska.

## Tryb życia
Ważki te we wszystkich stadiach życia są drapieżnikami. Larwy żywią się wodnymi insektami, kijankami i bardzo małymi rybami. Dorosłe osobniki jedzą ćmy, komary i inne latające owady. Stworzenia te latają z prędkością niemal 29 km/h i mają doskonały wzrok, co czyni je bardzo sprawnymi łowcami.

## Rozmnażanie
Rozmnażają się w lipcu i sierpniu. Samce kopulują siedząc na samicy i trzymając otworem gębowym jej szyję. Po zapłodnieniu samiec strzeże partnerki i nie pozwala innym samcom się do niej zbliżyć. Samica składa jajeczka, z których po trzech tygodniach wylęgają się młode. W formie dorosłej owady przeżywają jedynie kilka tygodni.